# Жизненный цикл (биология)

Схематическое изображение основных типов жизненных циклов с чередованием диплоидной и гаплоидной фазы. 1 — мейоз (редукция); 2 — митоз (репликация); 3 — половой процесс (рекомбинация). A — мейоз предшествует образованию мейоспор (сосудистые растения); B — мейоз предшествует образованию гамет (животные); C — мейоз следует непосредственно за образованием зиготы (грибы). 2n, двойные линии — диплоидная фаза; n, одинарные линии — гаплоидная фаза.

Жи́зненный ци́кл — закономерная смена всех поколений (онтогенезов), характерных для данного вида живых организмов. Следует чётко отличать жизненный цикл (характеристику вида) от онтогенеза (развития отдельной особи от момента её появления до момента смерти или деления).

## Классификация
По характеру изменений плоидности выделяют следующие типы жизненных циклов:
- Гаплофазный: организм в течение всего цикла имеет одинарный набор хромосом (n, гаплоид); данные жизненные циклы характерны для многих бактерий и протистов, не имеющих полового процесса.
- Гаплофазный с зиготической редукцией: после образования зиготы (2n) происходит мейоз, и остальные стадии жизненного цикла гаплоидны (такой жизненный цикл характерен для многих зеленых и других водорослей, а также большинства других групп протистов и грибов).
- Диплофазный с гаметической редукцией: все стадии жизненного цикла диплоидны (2n), только гаметы гаплоидны (n) — жизненный цикл, характерный для многоклеточных животных.
- Гапло-диплофазный: и на диплоидных, и на гаплоидных стадиях происходят митотические деления, приводящие к размножению или росту, и в жизненном цикле присутствуют диплоидные и гаплоидные поколения — жизненный цикл с промежуточной (спорической) редукцией, характерен для всех высших растений, а также для фораминифер и некоторых других протистов.

По количеству поколений (онтогенезов) в жизненном цикле:
- Простой: цикл включает одно поколение.
- Сложный: цикл включает два и более поколения; такой жизненный цикл характерен, например, для многих книдарий (чередование поколений полипов и медуз), для большинства трематод (чередование поколений марит, спороцист и редий).